# Klawiatura maszynistki
Zasugerowano, aby zintegrować ten artykuł z artykułem  QWERTZ (dyskusja). Nie opisano powodu propozycji integracji.

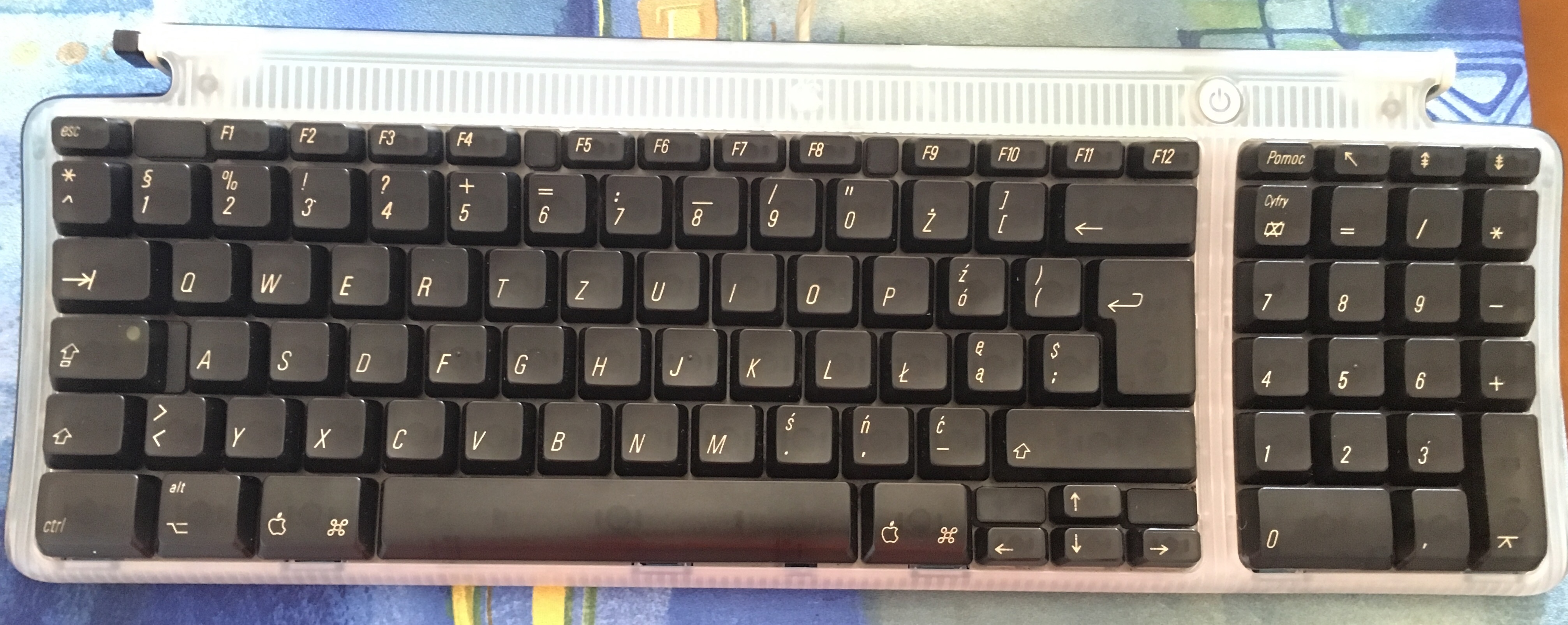
Klawiatura Maszynistki używana w komputerze iMac G3

Klawiatura maszynistki – określenie klawiatury w układzie QWERTZ ze znakami charakterystycznymi dla języka polskiego. Używana w maszynach do pisania i komputerach. Swoją nazwę wzięła od maszynistki – osoby zawodowo przepisującej teksty na maszynie do pisania metodą bezwzrokową.

## Historia
Powstała w wyniku przystosowania niemieckich maszyn do pisania do użycia w Polsce. Czcionki charakterystyczne dla języka niemieckiego (ä, ö, ü, ß) zostały zastąpione przez czcionki polskie (ą, ć, ę, ł, ń, ó, ś, ź, ż). Ponieważ znaków polskich jest więcej niż niemieckich, w maszynach do pisania nie są dostępne wszystkie czcionki dla polskich wielkich liter.
Przed upowszechnieniem się komputerów był to jedyny układ klawiatury stosowany w Polsce. W większości zastosowań wyparty przez układ programisty (QWERTY), który wymaga naciśnięcia dwóch lub nawet trzech klawiszy w celu uzyskania polskich liter diakrytycznych, co spowalnia pisanie bezwzrokowe. Natomiast w układzie programisty łatwiej dostępne są inne znaki z klawiatury amerykańskiej, takie jak {, }, ', |, \, @, #, $, ^, &, *, ~, szczególnie istotne dla programistów.
Pierwszą próbę popularyzacji na szerszą skalę polskiego układu klawiatury przystosowanego do szybkiego bezwzrokowego pisania podjęła w 1985 roku firma IPACO, powtarzając layout komputera Mazovia i dostarczając następnie swoje komputery z tą klawiaturą do Narodowego Banku Polskiego ze wszystkimi jego oddziałami terenowymi; NBP przyjął ją jako standard. Położenie liter Z i Y można było przełączać. Innym komputerem, którego elementem była klawiatura z tym układem, był Elwro 801AT.

## Normy
Aktualną normą dla klawiatury polskiej jest PN-I-06000:1997. Zastąpiła ona normy PN-F-02000:1987 oraz BN-74/3123-01.
Norma PN-I-06000:1997 definiuje (oprócz klawiatury maszyny do pisania) dwie wersje klawiatur komputerowych: klawiaturę programisty oraz maszynistki. Klawiatura maszynistki bazuje na układzie znaków maszyny do pisania, dodając klawisze używane w komputerach. Polskie małe litery dostępne są z prawej strony klawiatury, wielkie znaki uzyskać można poprzez klawisz ⇪ Caps Lock. Dodatkowo układ ten posiada dwa martwe klawisze, z użyciem których można uzyskać wszystkie polskie znaki, zarówno wielkie, jak i małe. Literę ż uzyskuje się poprzez lewy martwy klawisz a literę ź poprzez prawy, pozostałe znaki mogą być wygenerowane z użyciem dowolnego z martwych klawiszy. Dodatkowe znaki uzyskuje się poprzez klawisz AltGr w kombinacji z przyciskami z lewej strony klawiatury.
Istnieją również inne układy bazujące na QWERTZ nazywane klawiaturą maszynistki, ale z układem klawiszy różniącym się od układu PN-97. Jednym z nich jest układ Polski (214) stosowany w systemach MS-DOS, Windows i Linux. Bazuje on na normie BN-74/3123-01.

## Galeria

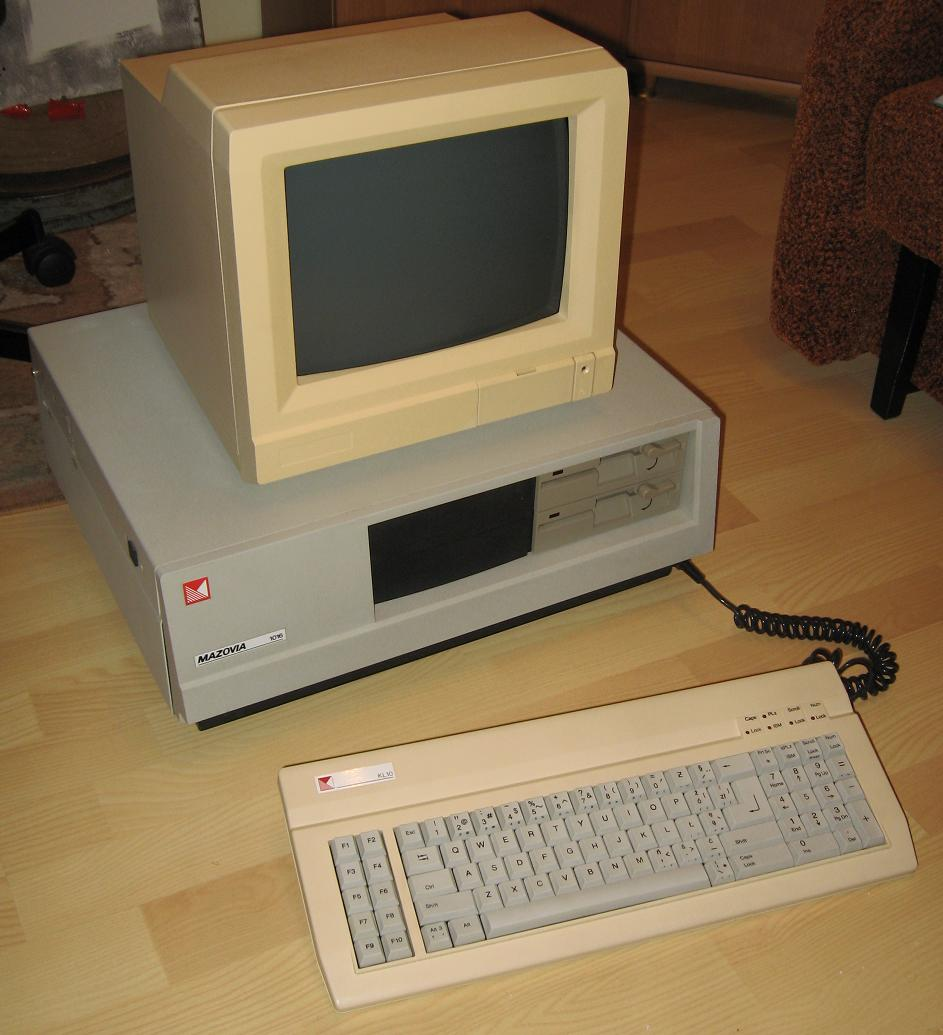
Komputer Mazovia z klawiaturą maszynistki
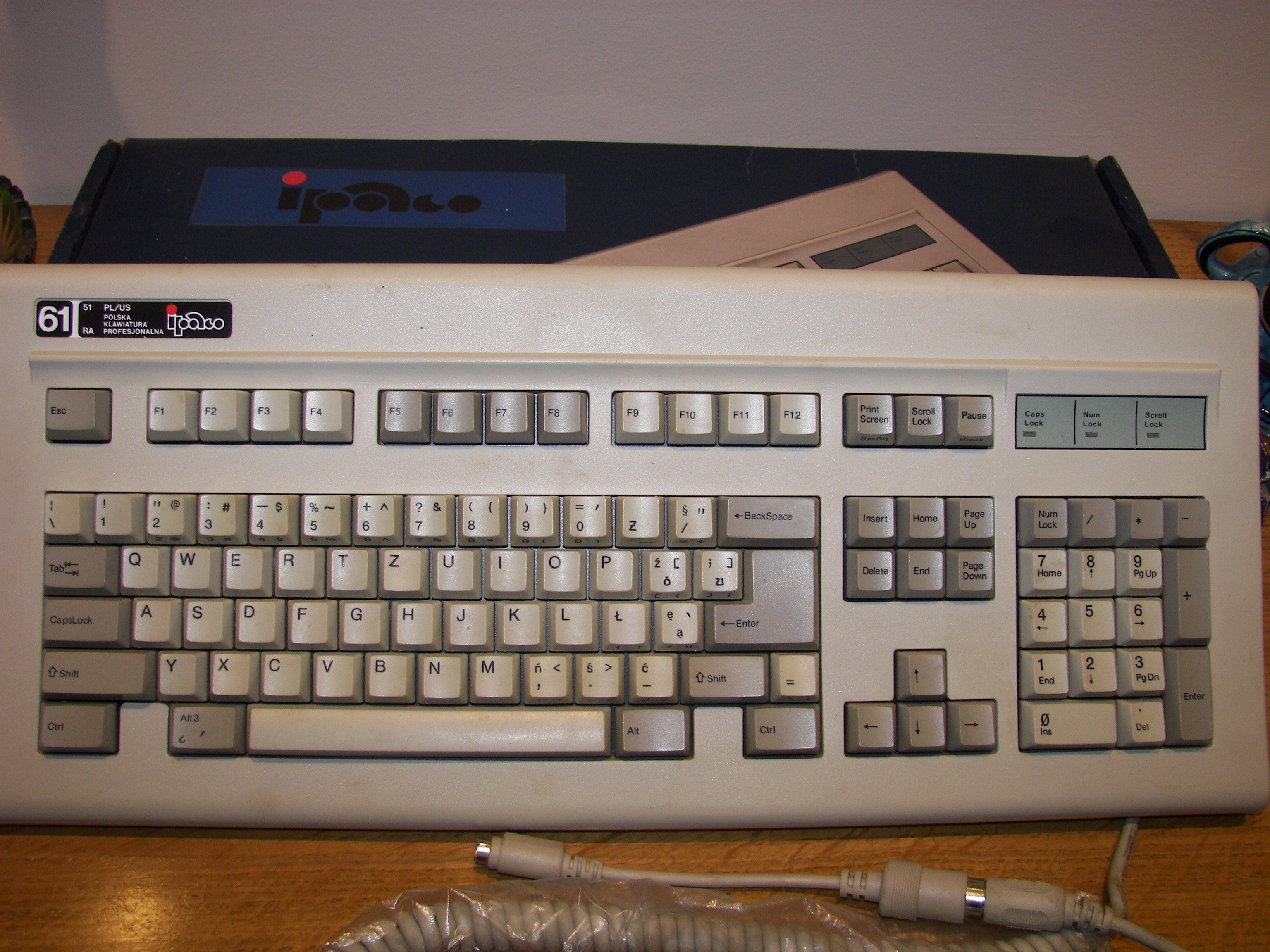
Klawiatura maszynistki IPACO
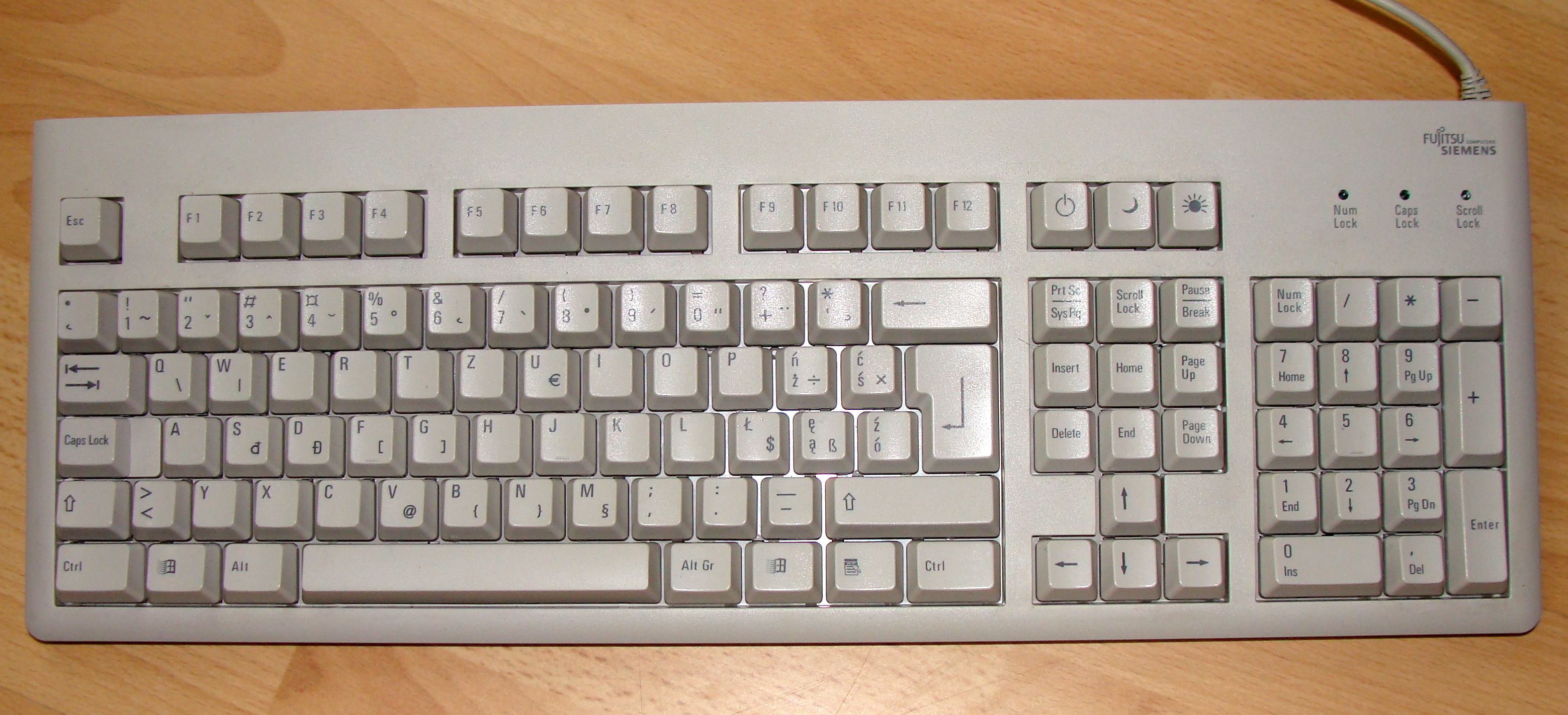
Klawiatura zgodna z układem Polski (214)
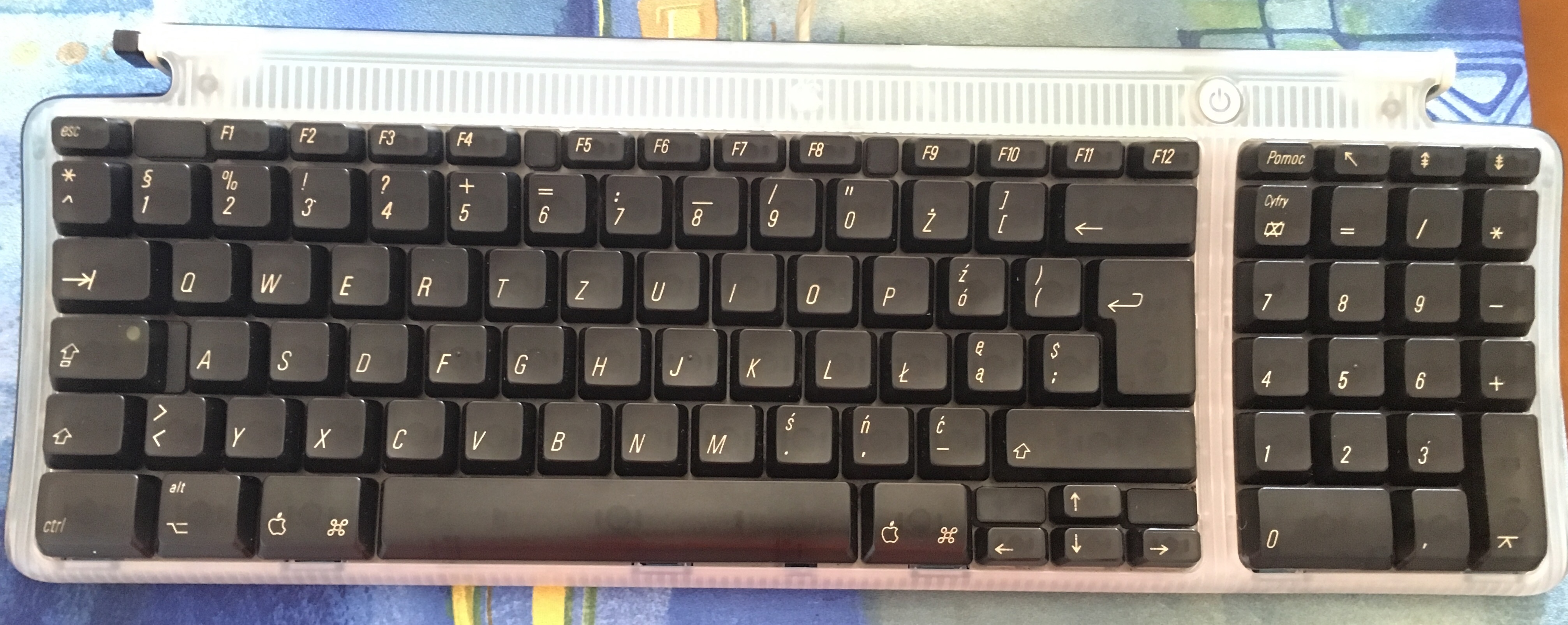
Klawiatura maszynistki Apple USB Keyboard